# Rue des Pirogues-de-Bercy
La rue des Pirogues-de-Bercy est une voie située dans le 12e arrondissement de Paris, en France.

## Situation et accès
La rue des Pirogues-de-Bercy est une voie publique d'une longueur de 350 mètres, située dans le 12e arrondissement de Paris du quartier de Bercy, qui commence au no 112, quai de Bercy et se termine au no 48, rue Baron-Le-Roy.
La rue est desservie par la ligne 14 à la station Cour Saint-Émilion.

## Origine du nom
Elle tient son nom des pirogues datant de la période néolithique qui ont été découvertes sur le site lors de l'aménagement du parc de Bercy.

## Historique

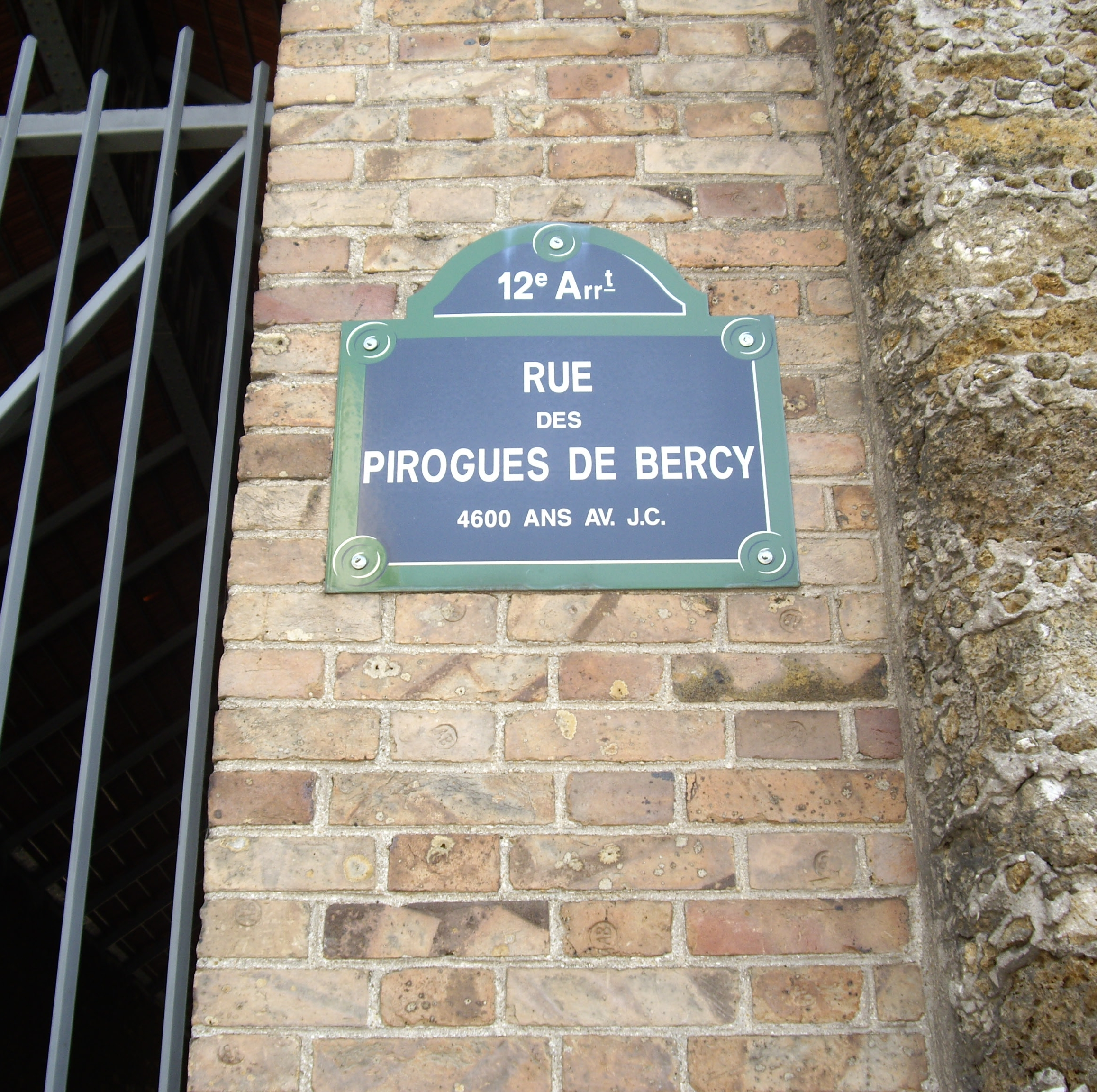
Plaque de rue : « 4600 avant Jésus-Christ ».

La rue est à l'emplacement de l'ancienne maison de plaisance du Pâté Pâris et de son jardin qui s'étendait de la Seine à la rue Baron-Le-Roy.
La voie est créée dans le cadre de l'aménagement de la ZAC de Bercy sous le nom provisoire de « voie BU/12 » et prend sa dénomination actuelle par arrêté municipal du 11 février 1993.

## Bâtiments remarquables et lieux de mémoire
- Au no 50 commence le passage Dubuffet, voie privée.
- Au no 64, l'École de boulangerie et de pâtisserie de Paris.